# Кубок Вольпі за найкращу чоловічу роль
Кубок Вольпі за найкращу чоловічу роль (італ. Coppa Volpi per la miglior interpretazione maschile) — одна з головних нагород Венеційського міжнародного кінофестивалю, яку присуджують акторові за найкраще виконання чоловічої ролі. Перше вручення нагороди відбулося у 1935 році. З часу її введення назву та кількість нагород змінювали кілька разів. Кількість присуджуваних нагород коливалася від двох до чотирьох на окремих фестивалях, а іноді Кубок присуджували і за найкраще виконання головної та другорядної кіноролей.
П'ять акторів були відзначені Кубком двічі:
- Жан Габен (1951, 1954)
- Тосіро Міфуне (1961, 1965)
- Марчелло Мастроянні (1989, 1993)
- Шон Пенн (1998, 2003)
- Хав'єр Бардем (2000, 2004)

## Переможці та номінанти
* У 1932 та 1934 роках до заснування Кубка Вольпі вручалася Велика золота медаль Національної фашистської асоціації для найкращого актора (Grande medaglia d'oro dell'Associazione Nazionale Fascista dello Spettacolo per il migliore attore).
| Рік  | Актор          | Фільм                       | Оригінальна назва          |
| ---- | -------------- | --------------------------- | -------------------------- |
| 1932 | Фредрік Марч * | Доктор Джекіл і містер Гайд | Dr. Jekyll and Mr. Hyde    |
| 1934 | Воллес Бірі *  | Віва Вілья!                 | Viva Villa!                |
| 1935 | П'єр Бланшар   | Злочин і кара               | Crime et châtiment         |
| 1936 | Поль Муні      | Історія Луї Пастера         | The Story of Louis Pasteur |
| 1937 | Еміль Яннінгс  | Володар                     | Der Herrscher              |
| 1938 | Леслі Говард   | Пігмаліон                   | Pygmalion                  |
| 1941 | Ермете Дзаконі | Дон Буонапарт               | Don Buonaparte             |
| 1942 | Фоско Глакетті | Бенгізі                     | Bengasi                    |

## 1947—1968
Після чотирирічної перерви, викликаної війною, фестиваль знову став конкурсним у 1947 році. Діюча нагорода в найближчому післявоєнному періоді отримала назву Premio Internazionale per il migliore attore (Міжнародна премія найкращому акторові).
| Рік  | Актор           | Фільм                              | Оригінальна назва                                                     |
| ---- | --------------- | ---------------------------------- | --------------------------------------------------------------------- |
| 1947 | П'єр Френе      | Мосьє Вінсент                      | Monsieur Vincent                                                      |
| 1947 | Олесій Дикий    | Адмірал Нахімов                    | Адмирал Нахимов                                                       |
| 1948 | Ернст Дойч      | Процес                             | Der Prozess                                                           |
| 1949 | Джозеф Коттен   | Портрет Дженні                     | Portrait of Jennie                                                    |
| 1950 | Сем Джаффе      | Асфальтові джунглі                 | The Asphalt Jungle                                                    |
| 1951 | Жан Габен       | Ніч — моє царство                  | La nuit est mon royaume                                               |
| 1952 | Фредрік Марч    | Смерть комівояжера                 | Death of a Salesman                                                   |
| 1953 | Анрі Вільпер    | Відпущення гріхів без сповіді      | Le bon Dieu sans confession                                           |
| 1954 | Жан Габен       | Повітря Парижа i Не чіпай здобич   | L'air de Paris i Touchez pas au grisbi                                |
| 1955 | Кеннет Мор      | Глибоке синє море                  | The Deep Blue Sea                                                     |
| 1955 | Курд Юрґенс     | Герої втомилися та Генерал диявола | Les héros sont fatigués/Les Héros sont fatigués i Des Teufels General |
| 1956 | Бурвіль         | Через Париж                        | La traversée de Paris                                                 |
| 1957 | Ентоні Франчоза | Капелюх, повний дощу               | A Hatful of Rain                                                      |
| 1958 | Алек Гіннесс    | Вустами художника                  | The Horse's Mouth                                                     |
| 1959 | Джеймс Стюарт   | Анатомія вбивства                  | Anatomy of a Murder                                                   |
| 1960 | Джон Міллз      | Мотиви слави                       | Tunes of Glory                                                        |
| 1961 | Тосіро Міфуне   | Охоронець                          | Yojimbo                                                               |
| 1962 | Берт Ланкастер  | Птахолов з Алькатраса              | Birdman of Alcatraz                                                   |
| 1963 | Альберт Фінні   | Том Джонс                          | Tom Jones                                                             |
| 1964 | Том Кортні      | За короля і вітчизну               | King and Country                                                      |
| 1965 | Тосіро Міфуне   | Червона борода                     | Akahige                                                               |
| 1966 | Жак Перрен      | Напівлюдина та Пошуки              | Un uomo a metà / La busca                                             |
| 1967 | Любіша Самаджич | Ранок                              | Jutro                                                                 |
| 1968 | Джон Марлі      | Обличчя                            | Faces                                                                 |

## 1983—1987
Фестиваль знову став конкурсним у 1980 році, але діючі до цього нагороди, присуджувані журі конкурсу, не були відновлені до 1983 року: призи більше не називали Coppa Volpi (Кубок Вольпі), а вручалися під назвою Premio per il migliore attore (Премія найкращому акторові). Переможці отримували нагороди не у вигляді чаш, а прямокутних бляшок.
| Рік  | Актор                                                                                       | Фільм               | Оригінальна назва |
| ---- | ------------------------------------------------------------------------------------------- | ------------------- | ----------------- |
| 1983 | Мітчелл Лічшенштейн, Гай Бойд, Майкл Райт, Девід Алан Г'єр, Меттью Модайн та Джордж Дзундза | Невдвахи            | Streamers         |
| 1984 | Насіруддін Шах                                                                              | На ту сторону       | Paar              |
| 1985 | Жерар Депардьє                                                                              | Поліція             | Police            |
| 1986 | Карло Делле П'яне                                                                           | Різдвяний подарунок | Regalo di Natale  |
| 1987 | Г'ю Грант та Джеймс Вілбі                                                                   | Моріс               | Maurice           |

## 1988-наш час
У 1988 році вперше за 20 років були відновлені найвідоміші призи фестивалю. Дві діючі донині нагороди були офіційно названі Coppa Volpi per la migliore interpretazione maschile (Кубок Вольпі за найкращу чоловічу роль) та Coppa Volpi per la miglior interpretazione femminile (Кубок Вольпі за найкращу жіночу роль).
| Рік  | Актор                                     | Фільм                                     | Оригінальна назва                                          |
| ---- | ----------------------------------------- | ----------------------------------------- | ---------------------------------------------------------- |
| 1988 | Дон Амічі та Джо Мантенья                 | Все змінюється                            | Things Change                                              |
| 1989 | Марчелло Мастроянні та Массімо Троїзі     | Котра година?                             | Che ora è?                                                 |
| 1990 | Олег Борисов                              | Єдиний свідок                             | Edinstveniyat svidetel                                     |
| 1991 | Рівер Фенікс                              | Мій власний штат Айдахо                   | My Own Private Idaho                                       |
| 1992 | Джек Леммон                               | Гленгаррі Глен Росс                       | Glengarry Glen Ross                                        |
| 1993 | Фабріціо Бентівольо                       | Душа, що рветься навпіл                   | Un'anima divisa in due                                     |
| 1993 | Марчелло Мастроянні (актор другого плану) | Раз, два, три… замри!                     | Un, deux, trois, soleil                                    |
| 1994 | Ся Ю                                      | Під гарячим сонцем                        | Yangguang Canlan de Rizi                                   |
| 1994 | Роберто Сітран (актор другого плану)      | Бик                                       | Il toro                                                    |
| 1995 | Ґец Ґеорге                                | Фабрика смерті                            | Der Totmacher                                              |
| 1995 | Ієн Гарт (актор другого плану)            | Нічого особистого                         | Nothing Personal                                           |
| 1996 | Ліам Нісон                                | Майкл Коллінз                             | Michael Collins                                            |
| 1996 | Кріс Пенн (актор другого плану)           | Похорон                                   | The Funeral                                                |
| 1997 | Веслі Снайпс                              | Побачення на одну ніч                     | One Night Stand                                            |
| 1998 | Шон Пенн                                  | Сум'яття                                  | Hurlyburly                                                 |
| 1999 | Джим Бродбент                             | Гармидер                                  | Topsy-Turvy                                                |
| 2000 | Хав'єр Бардем                             | Поки не настала ніч                       | Before Night Falls                                         |
| 2001 | Луїджі Ло Кашио                           | Світло очей моїх                          | Luce dei miei occhi                                        |
| 2002 | Стефано Аккорсі                           | Подорож за покликом кохання               | Un viaggio chiamato amore                                  |
| 2003 | Шон Пенн                                  | 21 грам                                   | 21 Grams                                                   |
| 2004 | Хав'єр Бардем                             | Море всередині                            | Mar adentro                                                |
| 2005 | Девід Стретейрн                           | На добраніч та бажаю удачі                | Good Night and Good Luck                                   |
| 2006 | Бен Аффлек                                | Голлівудленд                              | Hollywoodland                                              |
| 2007 | Бред Пітт                                 | Як боязкий Роберт Форд убив Джесі Джеймса | The Assassination of Jesse James by the Coward Robert Ford |
| 2008 | Сільвіо Орландо                           | Тато Джованни                             | Il papà di Giovanna                                        |
| 2009 | Колін Ферт                                | Самотній чоловік                          | A Single Man                                               |
| 2010 | Вінсент Галло                             | Необхідне вбивство                        | Essential Killing                                          |
| 2011 | Майкл Фассбендер                          | Сором                                     | Shame                                                      |
| 2012 | Філіп Сеймур Гоффман та Хоакін Фенікс     | Майстер                                   | Master                                                     |
| 2013 | Теміс Пану                                | Пані жорстокість                          | Miss Violence                                              |
| 2014 | Адам Драйвер                              | Голодні серця                             | Hungry Hearts                                              |
| 2015 | Фабріс Лукіні                             | Горностай                                 | L'Hermine                                                  |
| 2016 | Оскар Мартінес                            | Почесний громадянин                       | El ciudadano ilustre                                       |
| 2017 | Камель Ель Баша                           | Образа                                    | L'insulte                                                  |
| 2018 | Віллем Дефо                               | Ван Гог. На порозі вічності               | At Eternity's Gate                                         |
| 2019 | Лука Марінеллі                            | Мартін Іден                               | Martin Eden                                                |
| 2020 | П'єрфранческо Фавіно                      | Наш батько                                | Padrenostro                                                |
| 2021 | Джон Арсілла                              | -                                         | On the Job: The Missing 8                                  |
| 2022 | Колін Фаррелл                             | Банши Інішерина                           | The Banshees Of Inisherin                                  |
| 2023 | Пітер Сарсґаард                           | Пам'ять                                   | Memory                                                     |
| 2024 | Венсан Лендон                             | Тихий син                                 | Jouer avec le feu                                          |